# الاتورنيو

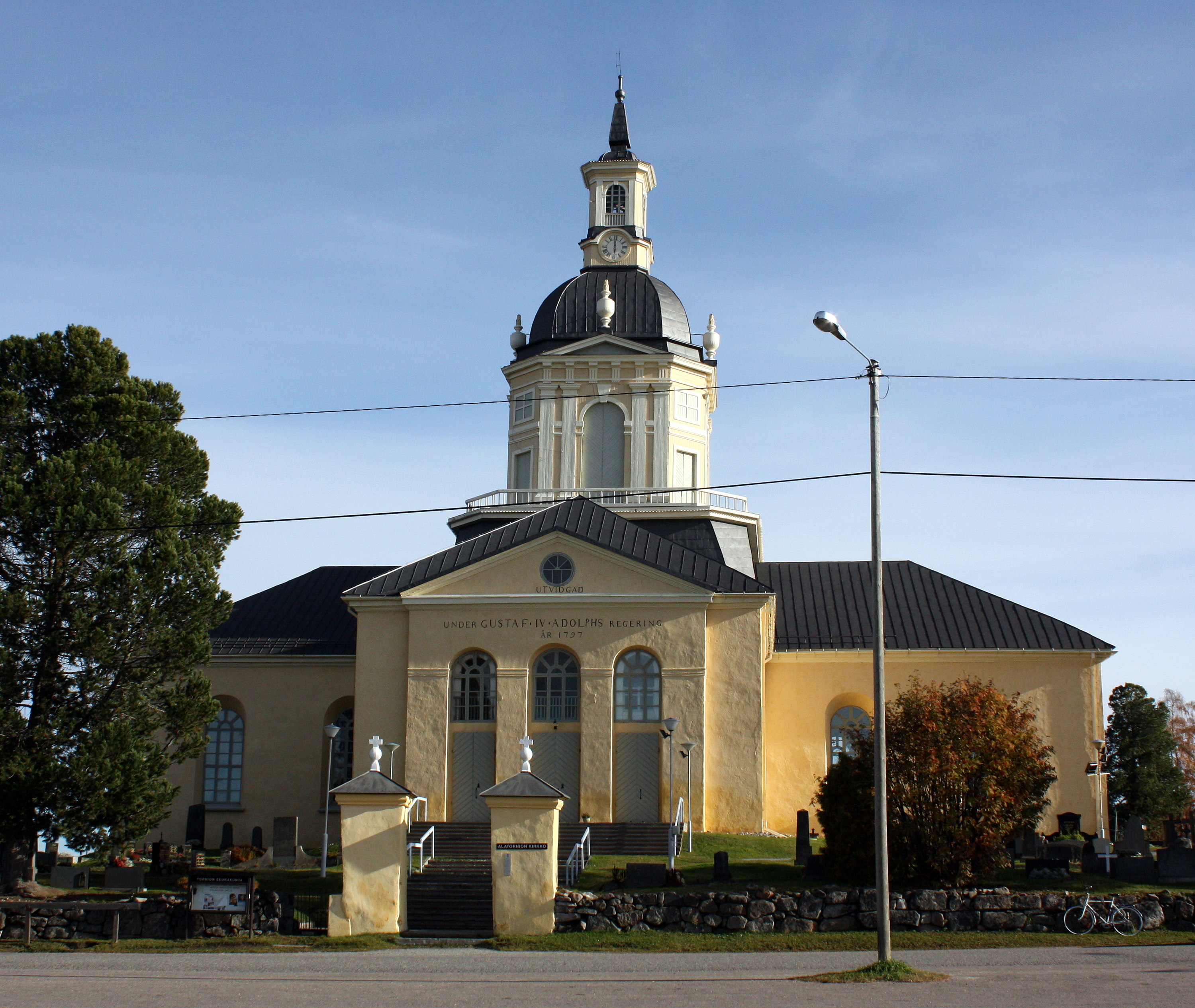
كنيسة الاتورينو 2010 09 30

الاتورنيو (السويدية: نيدرتورنيا) هي بلدية سابقة في محافظة لابلاند،فنلندا . تم ضمها مع تورنيو في عام 1973. كان عددالسكان 8575 في عام 1970.